# 류범희
류범희(한국 한자: 柳範熙, 1991년 7월 29일 ~ )는 대한민국의 전 축구 선수이며, 포지션은 수비수였다.